# Leucanopsis ochracea
Leucanopsis ochracea är en fjärilsart som beskrevs av Heinrich Benno Möschler 1883. Leucanopsis ochracea ingår i släktet Leucanopsis och familjen björnspinnare. Inga underarter finns listade i Catalogue of Life.